# Turgortryk
Turgortrykket er et andet udtryk for saftspændingen i en plante.
Saftspændingen skyldes, at plantecellerne ved hjælp af en ionpumpe og under energianvendelse transporterer opløste stoffer ind gennem cellemembranen. Derved stiger koncentrationen af opløste stoffer på indersiden af membranen i forhold til vilkårene på ydersiden. Det skaber en osmotisk ubalance, som udlignes ved, at der optages vand i cellen. Den øgede vandmængde skaber turgortrykket, og den spænding, der så opstår i cellerne, er med til at holde urteagtige planter oprejst.